# 果园城 (科罗拉多州)
果园城（英語：Orchard City），是美国科罗拉多州德尔塔县下属的一座城市。建市于1912年5月25日，面积大约为11.414平方英里（29.563平方公里）。根据2010年美国人口普查，该市有人口3,119人。2011年估计该市有人口3,069人，相比2010年人口增长率为-1.60%。同时，论人口该市是科罗拉多州第91大城市。